# Samuel Austin Worcester
Pour les articles homonymes, voir Worcester (homonymie).
Samuel Austin Worcester (1798–1859) est un missionnaire américain chez les Cherokees. À l'aide du syllabaire développé par Sequoyah, il s'attelle à la traduction de la Bible en cherokee et aide Elias Boudinot à publier le Cherokee Phoenix, premier journal amérindien.
Défenseur de la souveraineté des Cherokees, Worcester s'oppose à leur déplacement forcé en Territoire indien et est arrêté pour avoir bravé une loi de l'État de Géorgie interdisant aux Blancs d'entrer en territoire cherokee sans autorisation de l'État. Il porte l'affaire devant la Cour suprême qui statue en sa faveur en 1843.
Il s'installe dans le Territoire indien en 1836 et accompagne les Cherokees durant cette période de la « Piste des Larmes ».